# Homalometopus corfuensis
Homalometopus corfuensis är en tvåvingeart som beskrevs av Wayne N. Mathis 1984. Homalometopus corfuensis ingår i släktet Homalometopus och familjen vattenflugor.
Artens utbredningsområde är Grekland. Inga underarter finns listade i Catalogue of Life.